# (17701) 1997 GU41
(17701) 1997 GU41  es un asteroide perteneciente al cinturón de asteroides, descubierto el 9 de abril de 1997 por Eric Walter Elst desde el Observatorio de La Silla, en Chile.

## Designación y nombre
Fue designado inicialmente como 1997 GU41.

## Características orbitales
1997 GU41 orbita a una distancia media del Sol de 3,166 ua, pudiendo acercarse hasta 2,999 ua y alejarse hasta 3,333 ua. Tiene una excentricidad de 0,053 y una inclinación orbital de 10,140° grados. Emplea en completar una órbita alrededor del Sol 2057,90 días.
Los próximos acercamientos a la órbita de Júpiter ocurrirán el 1 de agosto de 2032, el 6 de agosto de 2118 y el 18 de abril de 2129.
Pertenece a la familia de asteroides de (490) Veritas.

## Características físicas
Su magnitud absoluta es 12,75.